# مارك كايل
مارك كايل (بالإنجليزية: Mark Kyle)‏ هو فارس ‏ أيرلندي، ولد في 5 يونيو 1973.

## وصلات خارجية
- مارك كايل على موقع الاتحاد الدولي للفروسية (الإنجليزية)
- مارك كايل على موقع FEI (رابط بديل) (الإنجليزية)
- مارك كايل على موقع أوليمبيديا (الإنجليزية)